# Mauro Bertarelli
Pour les articles homonymes, voir Bertarelli.
Mauro Bertarelli (né le 15 septembre 1970 à Arezzo, dans la province d'Arezzo, en Toscane) est un footballeur italien. Il jouait au poste d'attaquant.

## Palmarès
- Italie espoirs
  - Champion d'Europe espoirs en 1992.

- Sampdoria
  - Vainqueur de la coupe d'Italie en 1994.